# Sidi Yaya Keita
Sidi Yaya Keïta (Bamako, Malí, 20 de marzo de 1985) es un exfutbolista maliense que también posee la nacionalidad francesa. Jugaba como centrocampista.
Tras decidir retirarse del fútbol en el año 2011, el Xerez CD le ofrece regresar al club para la temporada 2012/13, con la condición de bajar considerablemente de peso, ya que el futbolista se había descuidado.

## Clubes
| Club              | País    | Año       |
| ----------------- | ------- | --------- |
| Djoliba AC        | Mali    | 2000-2003 |
| RC Strasbourg     | Francia | 2003-2006 |
| RC Lens           | Francia | 2006-2009 |
| Xerez CD          | España  | 2009-2010 |
| RC Lens           | Francia | 2010-2011 |
| CS Sedan-Ardennes | Francia | 2011-2012 |
| Xerez CD          | España  | 2012-2013 |